# Oderlandmuseum
Die Oderlandmuseum ist ein Museum in Bad Freienwalde (Oder) im Landkreis Märkisch-Oderland. Das Museum wurde 1889 gegründet und ist somit eines der ältesten Museen in Brandenburg.

## Das Haus
Das Haus liegt an der Uchtenhagenstraße 2 gegenüber dem Rathaus und der Nikolaikirche. Es ist das Freihaus von Loeben. Das Grundstück wurde um 1560 mit einem Haus bebaut. Im Jahre 1602 wurde das Grundstück von Hans von Uchtenhagen für seinen Verwalter mit dem Privileg als Freihausgrundstück belegt. 1667 wurde ein neues Haus erbaut, dieses wurde 1775 durch das heute bestehende ersetzt. Nach dem Bau wechselte das Haus mehrmals den Besitzer. 1860 wohnte Ernst Haeckel bei seinen Bruder Karl in dem Haus. Dieser war in Bad Freienwalde Richter. In den 1920er Jahren ging das Haus in den Besitz der Stadt Bad Freienwalde über, es wurde als Verwaltungsgebäude genutzt. Am 1. August 1952 wurde dann das Museum eröffnet.
Das Haus ist ein Fachwerkhaus mit zwei Stockwerken und einem Walmdach. Die Fassade ist im spätbarocken Stil errichtet worden und hat sechs Achsen. In der dritten Achse von links befindet sich der Eingang mit einer Freitreppe davor, in der sechsten Achse befindet sich eine Einfahrt. Die barocke Tür ist erhalten. Über der Tür befindet sich das Monogramm „FvL“ für „Friedrich von Loeben“.
Das Haus ist denkmalgeschützt.

## Das Museum
Das Museum wurde 1889 gegründet. Seit 1992 befindet es sich an dem heutigen Standort.
Im Museum werden neben der Dauerausstellung zur Geschichte des Oderbruchs und der Stadt Bad Freienwalde auch Sonderausstellungen gezeigt. Vor der Trockenlegung des Oderbruchs lebten die Bewohner fast ausschließlich vom Fischfang. Das Museum zeigt Ausstellungsgegenstände aus dieser Zeit. Weiter wird die Entwicklung zu einer Kurstadt dokumentiert.
Das Museum wird von der Albert Heyde Stiftung betrieben.